# Липсон, Александр
Александр Липсон (англ. Alexander Lipson; 4 ноября 1928, Кливленд — 11 сентября 1980, Бостон) — американский филолог-русист, известный как автор популярного учебника русского языка для американских студентов.

## Биография
Окончил бакалавриат и магистратуру Чикагского университета как славист, после чего был призван на военную службу и участвовал в Корейской войне. В Корее начал изучать японский язык и, вернувшись в США, сперва работал над докторской диссертацией на кафедре восточных языков Гарвардского университета, однако в 1959 году вернулся к славистике и до 1965 г. преподавал русский язык в Массачусетском технологическом институте, затем в 1965—1967 гг. в Корнеллском университете, далее в педагогическом колледже (англ. Graduate School of Education) Гарвардского университета и наконец в последние годы жизни в Брандейском университете. Кроме того, на протяжении 15 лет Липсон руководил группами американских студентов, выезжавших для стажировки в СССР и страны Восточной Европы. Именно как педагог Липсон завоевал особое признание; как указывает Кэтрин Чвани, несмотря на то, что Липсон так и не защитил диссертацию, на своих учеников-русистов именно он оказал определяющее влияние.
Что такое декадентство? Декадентство — это лежать на пляже у Великого Блинского болота и смотреть телевизор. В смокингах.

## Труды
Основной труд Липсона — учебник русского языка, в полном виде изданный в 1977 году (англ. A Russian Course) и переизданный в расширенном виде, с руководством для учителя Стивена Молински, посмертно в 1981 г.; по утверждению издательства, многие учебные заведения после перехода на это учебное пособие отметили приток студентов, изучающих русский язык. Первым учебным пособием Липсона, лёгшим в основу учебника 1977 года, стала «Рабочая книга по изучению глаголов» (англ. Verb Workbook; 1968), в которой впервые была педагогически опробована идея Р. О. Якобсона об одноосновности русского глагола. Однако в первую очередь учебник Липсона отличается, как вспоминает его соавтор Молински, тем, что вносит «в атмосферу изучения чужого языка некий элемент веселья и бесшабашного юмора». В текстах для чтения студентам рассказывается о том, что в СССР живут ударники, которые строят гидроэлектростанции, и бездельники, которые отдыхают на пляже в смокингах, а один из постоянных персонажей, профессор Шульц, читает лекции о бетоне и бетономешалке; благодаря этим абсурдным историям и абсурдным персонажам излагаемый в учебнике языковой материал запоминается надолго. «Курс» Липсона стал заметной страницей в истории американской славистики.
В память о Липсоне был выпущен сборник научных статей по русистике Alexander Lipson In Memoriam (1994), включающий литературоведческие, лингвистические, культурологические и педагогические работы.

## В России
Текст учебника есть в Сети, в 2021 году его можно купить в Интернете. В аннотации говорится, что в книге представлена русская грамматика в новом и более точном виде, занятия по этому учебнику «мотивируют студентов к обучению, предоставляя им творческие тексты и умные ситуации. …Книга полна восхитительного юмора, который большинство студентов находят захватывающим по сравнению с обычным стилем сухого учебника. Высмеиваются как американский, так и советский образ жизни, ценности и традиции». 
Русскоязычная аудитория по большей части воспринимает книгу как насмешку над бытом и поведенческими манерами людей в России

## Семья
Жена Липсона Джоанна Херлихи (англ. Joanna Herlihy; 1934—2019), его соученица по Чикагскому университету, была активисткой ряда левых организаций, в том числе Партии зелёных США. Младшая из их четырёх детей, Мими (Мириам) Липсон (англ. Mimi Lipson; род. 1965) — американский прозаик.